# Hille Butter
Hillegond (Hille) Butter (Volendam, 6 juli 1891 – aldaar, november 1968) was een Nederlands model, volgens kunstenaars in haar tijd het knapste model van Volendam.

## Leven en werk
Hille of Hilletje Butter was een dochter van de vissersknecht Cornelis Butter en Geertje Schilder. Ze trouwde in 1911 met de zeeman Evert Veerman, met wie ze een dochter en een zoon kreeg. Het paar scheidde in 1925, mogelijk de eerste officiële scheiding in het dorp Volendam.
Ze gold als een zelfstandige en belezen vrouw, ze las drie kranten per dag en had een eigen bibliotheek. Butter werkte bij het hotel van Leendert Spaander. Ze werd in het hotel en thuis bezocht door onder anderen Frederik van Eeden, prins Hendrik en diverse kunstenaars. De laatste groep, onder wie Max Cramer, Johan Gabriëlse, Willy Sluiter, Lammert van der Tonge en Charles van Wijk, legde haar vast op doek of in steen, vaak in Volendamse dracht met hul en bloedkoralen ketting. Ook figureerde ze geregeld op Volendamse foto's en ansichtkaarten. Werken met haar beeltenis zijn onder meer te vinden in de kunstcollectie van hotel Spaander, het Waterlands Archief en bij het Zuiderzeemuseum.

## Portretten (selectie)
- 1903 pastel (47 x 40 cm), door Johan Gabriëlse, collectie Spaander
- ca. 1904 foto (26,8 x 20,7 cm) door Emile Frechon, collectie archief Wouters/Hanicotte
- 1905 pastel (38 x 33 cm), door Willy Sluiter
- 1907 olieverfschilderij (41 x 37 cm) door Max Cramer, collectie Spaander
- 1910 marmeren buste, door Charles van Wijk, collectie Zuiderzeemuseum
- 1914 tekening in rood krijt door Willy Sluiter
- 1915 pastel (63,5 x 54,5 cm), door Willy Sluiter, collectie Zuiderzeemuseum
- 1915 pastel (65 x 47 cm), door Willy Sluiter
- 1917 pastel (46,5 x 35,5 cm), door Willy Sluiter, collectie kunsthandel Mark Smit
- 1918 pastel (47 x 42 cm), door Willy Sluiter
- 1918? schilderij van Lammert van der Tonge
- 1921 pastel (50 x 38), door Willy Sluiter, privécollectie

## Afbeeldingen

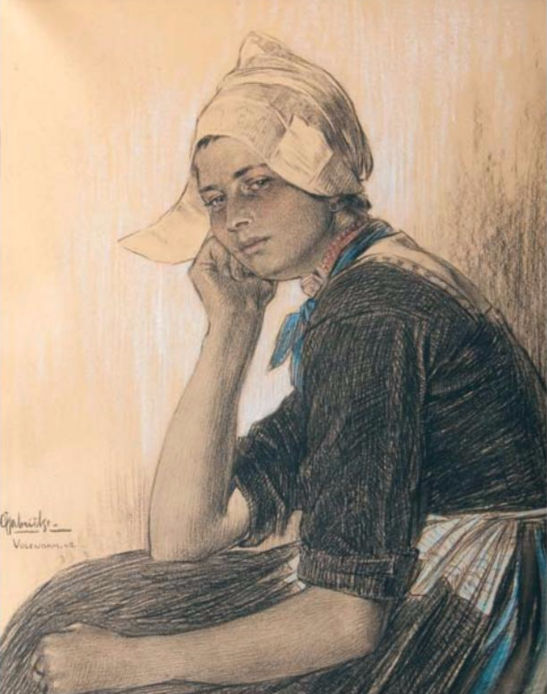
Johan Gabriëlse, 1903
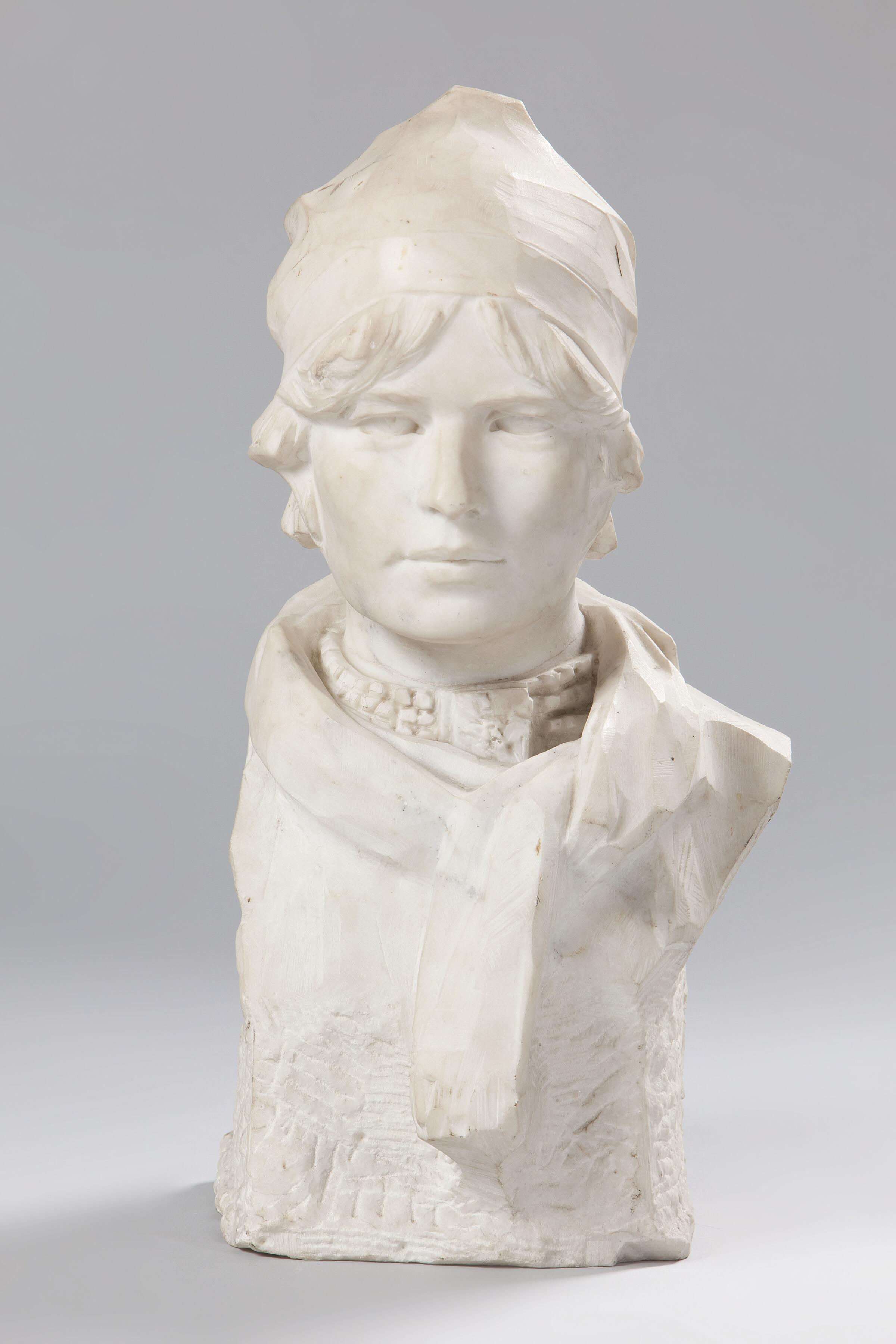
Charles van Wijk, 1910
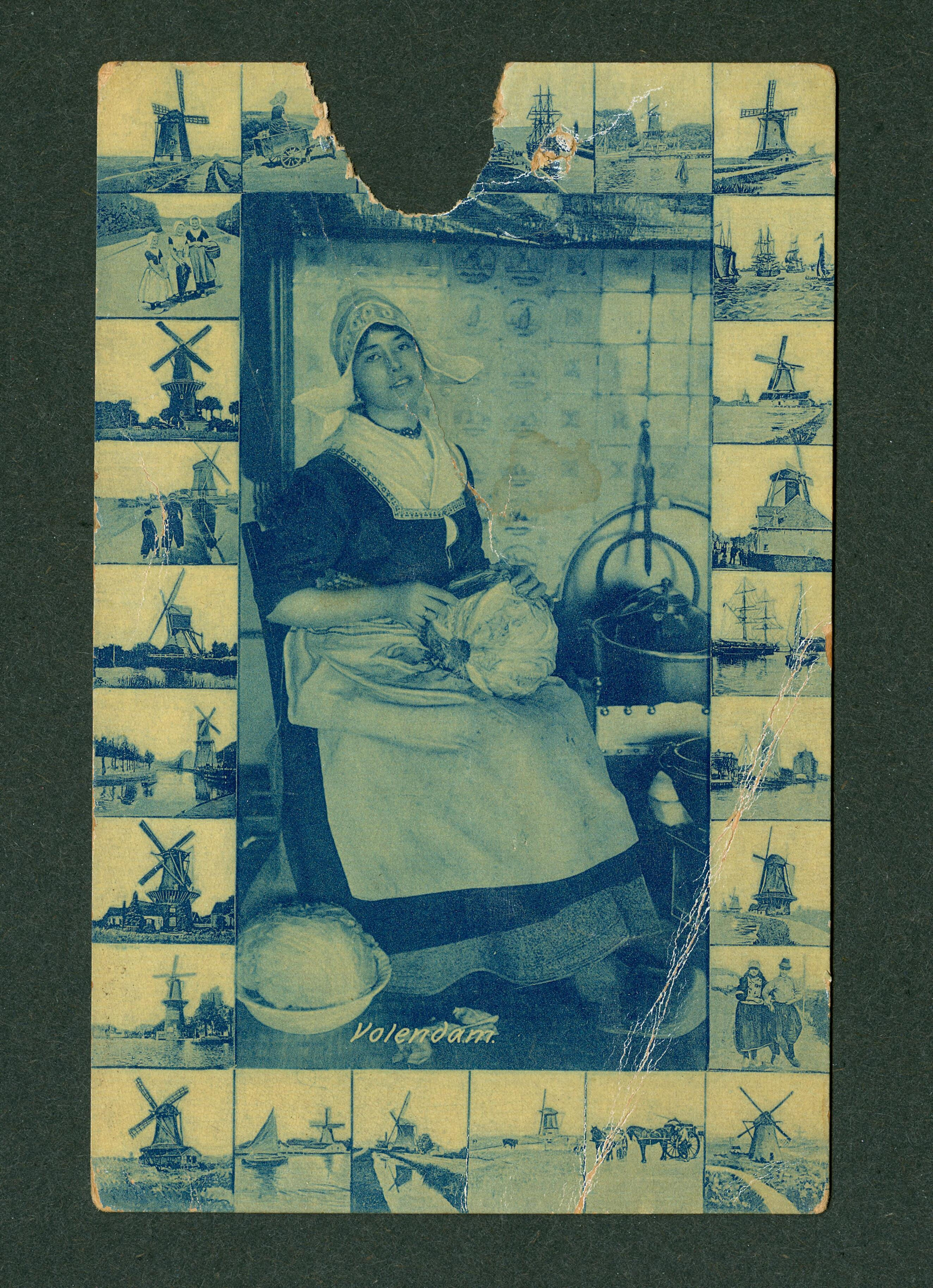
Compositiefoto, ca. 1910
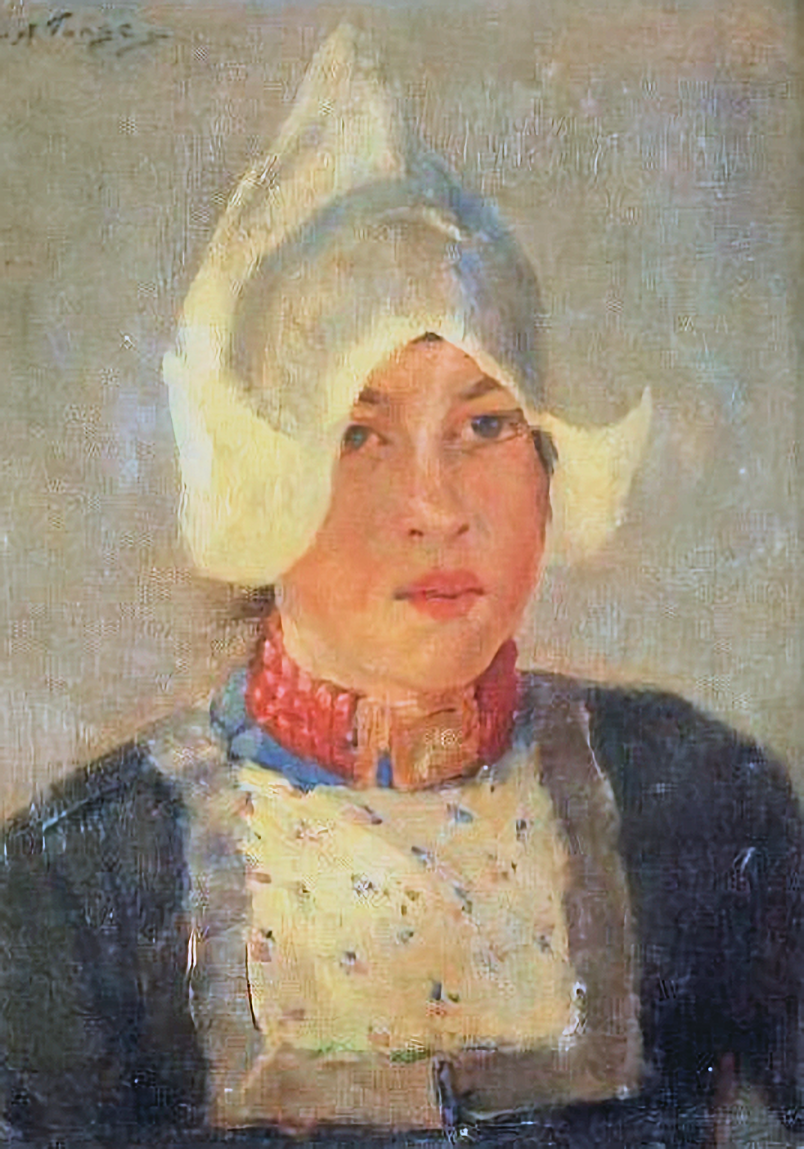
Lammert van der Tonge, 1918
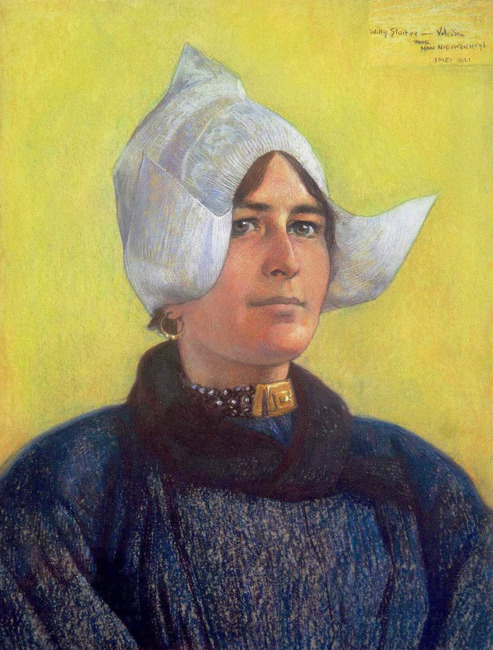
Willy Sluiter, 1921